# لفحة مبكرة
اللفحة المبكرة (باللاتينية: Alternaria solani) مرض فطري يصيب نباتات الفصيلة الباذنجانية. المسبب فطر يحمل ذات الاسم.
يصيب المرض أوراق وسوق وثمار البندورة وهو واسع الانتشار في الوطن العربي.

## أعراض المرض
تبدأ الإصابة بالأوراق السفلية للنبات ثم تمتد إلى الأوراق العلوية وتظهر الأعراض على شكل بقع محددة بحواف دائرية أو غير منتظمة لونها بني داكن ذات مظهر جلدي، ويظهر في البقع حلقات دائرية متداخلة تعطيها شكلأً مميزاً ويحيط بكل بقعة هالة صفراء من أنسجة العائل تتسع عند اشتداد الإصابة وتتحد مع بعضها مما يؤدي لجفاف وسقوط الأوراق.
وفي حالة وجود إصابة على السوق تظهر عليها بقع بنية سوداء غائرة قليلاً ذات حلقات متداخلة.
أما على الثمار المصابة فتكون الأعراض على شكل بقع سوداء غائرة خاصة عند موضع اتصال الثمرة بالساق وينمو على الثمار المصابة كتل من الجراثيم السوداء للفطر المسبب.

## الوقاية من المرض والمكافحة
- زراعة اصناف مقاومة والتأكد عند نقل الشتلات أن تكون خالية من المرض.
- الحفاظ على صلاحية وكفاءة انظمة الري للحد من ارتفاع الرطوبة في منطقة المحصول.
- اتباع الدورة الزراعية و يفضل ادخال محاصيل العائلة النجيلية مثل الذرة.
- التعقيم الشمسي للتربة خلال موسم الصيف.
- تسميد النباتات بالأسمدة المعقمة يساعد على تقليل الإصابة.
- التخلص من النباتات المصابة وحرقها بالإضافة للتخلص من الاعشاب الضارة.
- رش النباتات بأحد مبيدات الفطريات المناسبة كلما دعت الحاجة، مع ضرورة مراجعة مرشد الوقاية المختص في جميع الأحوال.
- في حال استخدام المكافحة البيولوجية يمكن استخدام بكيتيريا (عصوية رقيقة) أو بالعربية البكيتريا العصوية الرقيقة بالإضافة لاستخدام فطر Trichoderma harzianum .